# نقاشی ماسه

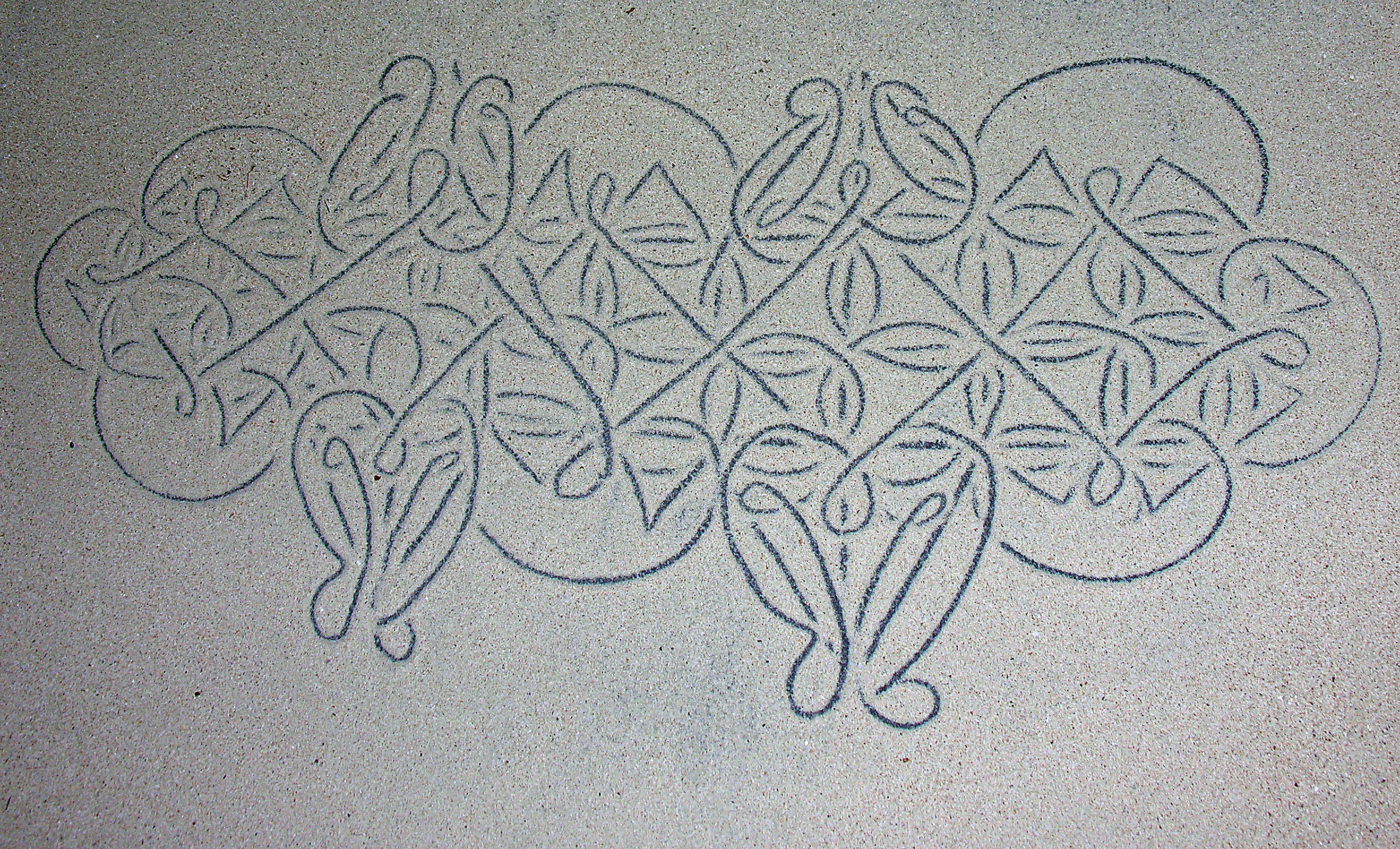
نقاشی ماسه در کشور وانواتو در سال ۲۰۰۷

نقاشی ماسه (انگلیسی: Sand drawing) یک هنر، آیین و رسم در کشور وانواتو است، که توسط یونسکو به عنوان شاهکارهای شفاهی و ناملموس میراث بشری شناخته شده‌است.